# 徳島県道204号徳島沖洲インター線
徳島県道204号徳島沖洲インター線（とくしまけんどう204ごう とくしまおきのすインターせん）は、徳島県徳島市を通る一般県道である。

## 概要
徳島市北沖洲3丁目から徳島市東沖洲1丁目に至る。徳島南部自動車道 徳島沖洲ICのアクセスを担う県道である。

### 路線データ
- 起点：徳島市北沖洲3丁目（徳島県道38号沖ノ洲徳島本町線起点）
- 終点：徳島市東沖洲1丁目
- 総延長：0.867 km[1]

## 歴史
- 1995年（平成7年）4月1日 - 徳島東インター線として認定。
- 2021年（令和3年）
  - 3月12日 - 現路線名に変更[2]。
  - 3月19日 - 供用開始[1]。

## 地理

### 通過する自治体
- 徳島県
  - 徳島市

### 交差する道路
| 交差する道路                 | 交差する場所 | 交差する場所 |
| ---------------------------- | ------------ | ------------ |
| 徳島県道38号沖ノ洲徳島本町線 | 北沖洲3丁目  | 起点         |
| E55 徳島南部自動車道         | 北沖洲4丁目  | 1 徳島沖洲IC |

### 沿線
- 徳島市沖洲小学校（起点付近）